# ニューヨーク市交通の利用料金

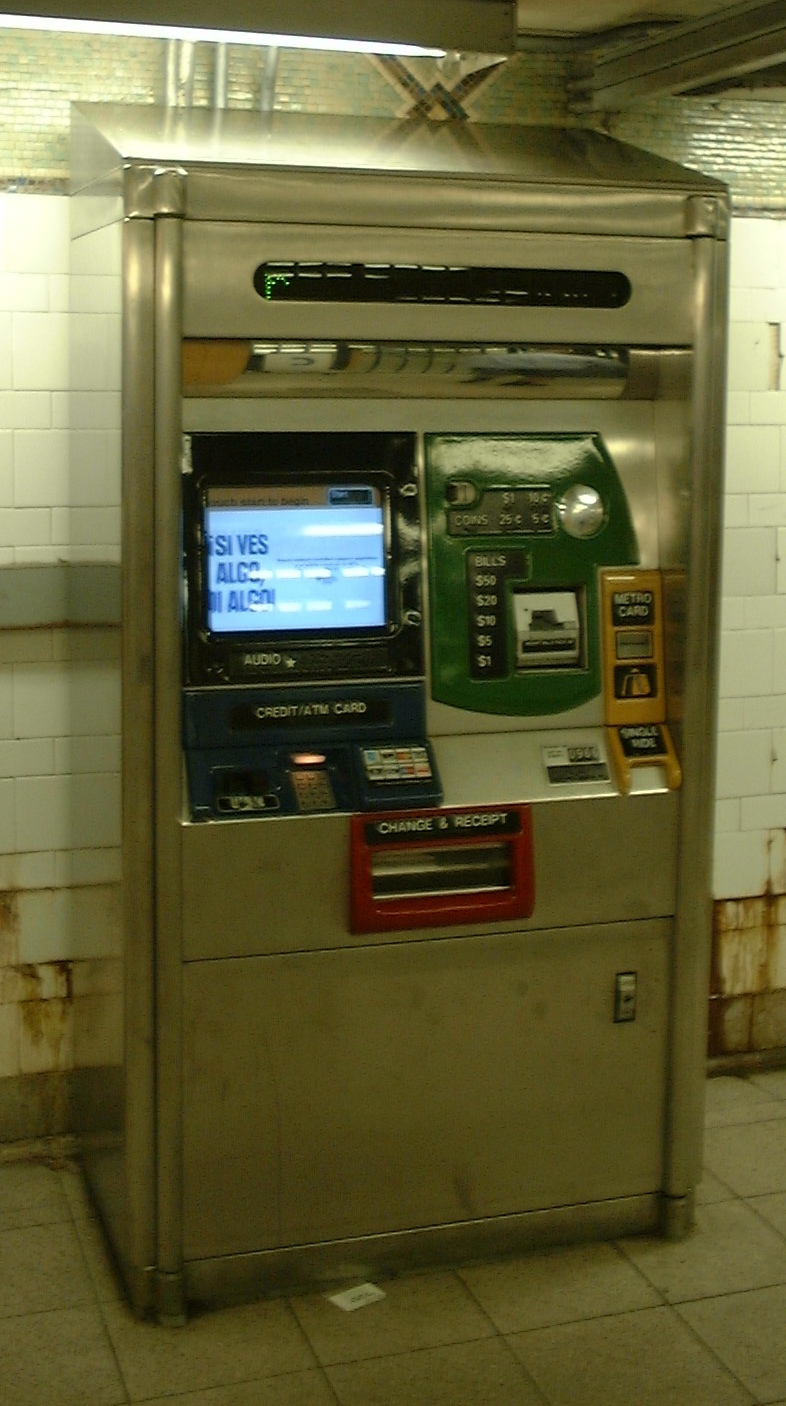
メトロカードを発行する券売機 (通称：MVM)

ニューヨーク市交通の利用料金ではMTA運営のバス、市営地下鉄、パストレイン、ルーズベルト・アイランド・トラムウェイ、エアトレインJFK、ニューヨーク市フェリー、ならびにNICEバス、ビー-ライン・バスの乗車料金ならびにその変遷を解説する。

## 現行
ニューヨーク市フェリー以外の交通機関ではメトロカード、OMNYあるいは現金が使用できる。また、パストレインではスマートリンクカードが使用できるが、他の交通機関では使用できない。市営地下鉄と急行バスではメトロカードのみが使用できるが、現金でもカードにチャージの上利用可能。
また、フェリーで使用するカードに関してはメトロカードと互換性がなく、他の交通機関では使用できない。

### 普通料金
料金はすべてアメリカドルである:47。
| 市営バス（急行以外） 地下鉄 スタテンアイランド鉄道 ルーズベルト・アイランド・トラムウェイ パストレイン ビー-ライン・バス（BxM4C以外） NICEバス | 市営バス（急行以外） 地下鉄 スタテンアイランド鉄道 ルーズベルト・アイランド・トラムウェイ パストレイン ビー-ライン・バス（BxM4C以外） NICEバス | 市営バス（急行） | 市営バス（急行）    | ビー-ライン・バス（BxM4Cのみ） | ビー-ライン・バス（BxM4Cのみ） | 学生用 | 学生用 | 学生用 | フェリー                   | エアトレインJFK | 障害者割引 (ニューヨーク市) | 障害者割引 (ナッソー郡) |
| 基本 | 割引 | 基本             | 割引 (オフピーク時) | 基本                           | 割引 (オフピーク時)            | 無料   | 半額   | NICE   | フェリー                   | エアトレインJFK | 障害者割引 (ニューヨーク市) | 障害者割引 (ナッソー郡) |
| --- | --- | ---------------- | ------------------- | ------------------------------ | ------------------------------ | ------ | ------ | ------ | -------------------------- | --------------- | --------------------------- | ----------------------- |
| $2.75 - $2.75 NICEバスの現金利用時 | $1.35 - $1 パストレイン用高齢者向けスマートリンクカード                                                                                        | $6.75            | $3.35               | $7.50                          | $3.75                          | 無料   | $1.25  | $2.25  | $2.75 ($3.75 自転車利用時) | $5              | $2.75                       | $3.75 ($75 回数券20枚)  |
| 乗換時の扱い: - 2時間以内で行わなければならない。 - メトロカードによる乗換は各停バスと急行バス、市営地下鉄、NICE、ルーズベルト・アイランド・トラムウェイ間相互で可能だが、以下の条件が追加される。 - 基本的に乗換可能な回数は1回であるが、以下の場合は2回無料乗換となる。 1. スタテンアイランドの各停バス - スタテンアイランド鉄道 - スタテンアイランド・フェリー - ロウアー・マンハッタンの地下鉄あるいは各停バス間 2. B61あるいはB62の一方へ接続し、かつ接続したもう一方の系統へ乗り継ぐ場合 3. Q29 - Q33 - Q72（ラガーディア空港方面発着のみ）間 4. S59あるいはS78 - S79 SBS系統 - 他のブルックリンを走行するバス間 5. n20G、n20Hあるいはn21 - 他の接続バス間 - 現金は各停バス間の乗換のみ使用可能。 - 料金が異なる場合乗換先で差額が必要な場合がある。 - パストレインと他の乗換は不可能である。 - パストレインでは割引メトロカードの使用ができない。 - スタテンアイランド鉄道はセント・ジョージ駅あるいはトンプキンスヴィル駅から乗降する場合のみ乗車料金が必要である。 - フェリーと他の交通機関の間では乗り換えできない。 - 急行バスでは現金が使用できない（メトロカードが必要）。 | |                  |                     |                                |                                |        |        |        |                            |                 |                             |                         |

### 乗り放題券
料金はすべてアメリカドルである。また、地下鉄などの鉄道駅で購入する際は1ドルの手数料が加算される。
また、一部で24時間運行を行っているため、「○日間」と表現した場合「購入した○日後の同じ時刻まで有効」ということになり、「購入した○日後前日の終電まで」などという扱いではないものがある。
| | 7日券  | 30日券 | パストレイン1日券 | パストレイン7日券 | パストレイン30日券 | 7日券（急行バス使用可） | エアトレイン用回数券（10回分） | エアトレイン30日券 | フェリー1ヶ月券          |
| --- | ------ | ------ | ----------------- | ----------------- | ------------------ | ----------------------- | ------------------------------ | ------------------ | ------------------------ |
| 基本料金 | $33    | $127   | $8.25             | $29               | $89                | $62                     | $25                            | $40                | $121 ($141 自転車使用時) |
| 割引料金 | $16.50 | $63.50 | $8.25             | $29               | $89                | $62                     | $25                            | $40                | $121 ($141 自転車使用時) |
| 備考: - 急行バスが使用できる7日券は急行バスの他SIM23・SIM24系統が使用可。これらはこのカード以外使用不可。 - エアトレイン30日券はエアトレインJFKのみで使用可能。 - BxM4C系統とパストレインには乗り放題券が使用できない。ただし、パストレインは専用の乗り放題券を発売している（上表参照）。 |        |        |                   |                   |                    |                         |                                |                    |                          |

### 無料乗換

#### メトロカード
「Pay-Per-Ride」と称されるチャージ式のメトロカードの場合、基本的に各停バス同士と各停バス - 地下鉄間は1回の無料乗換が可能。急行バス - 各停バス間と急行バス - 地下鉄間は急行バスへ乗り継ぐ際 $3.75 の差額が必要である。また、現金を使用する際は各停バス間でのみ有効であり、急行バスあるいは地下鉄と乗り継ぐ場合はメトロカードを使用する必要がある。
「SingleRide」券（1回乗車）を使用の際は各停バス相互間のみ無料乗換ができるが、地下鉄との乗換はできない（新しく買い直す必要がある）。
S79系統以外のセレクト・バス・サービスを現金で使用し、他のバスに乗り換える場合は乗車時、運転士に申し出る必要があることから前側の出入口を使用するが、メトロカードを使用の際はそれらが不要なため、すべての出入口から乗降できる。
また、ビー-ライン・バスからコネチカット・トランジット、トランスポート・オブ・ロックランド、パットナム・トランジット、あるいはフーサトニック地域交通への乗換はメトロカードを使用する場合でも運転士に申し出る必要がある。また、BxM4C系統と他の系統との無料乗換は「BxM4C系統から他の系統」への片無料乗り継ぎとなっている。
NICEバスからロングビーチN69系統、サフォーク郡交通あるいはハンティントン・エリア・ラピッド・トランジットに乗換をする際もメトロカード使用時を含め運転士に申し出る必要がある。

#### フェリー
他の交通機関とは相互無料乗り継ぎの制度はなく、フェリー間かつ1回のみ乗り換える場合のみ無料で乗り継げるが、90分の時間制限がある。

#### 乗換時の制約など

##### 地下鉄
メトロカード（乗り放題などを除く）を使用して地下鉄に乗車する場合、改札外乗換を行うことはできない。ただし、IRTレキシントン・アベニュー線・BMTブロードウェイ線レキシントン・アベニュー/59丁目駅と63丁目線レキシントン・アベニュー-63丁目駅の間のみ改札外乗換となるが別料金はかからない。また、駅の営業休止などの影響で期間限定ではあるがこれ以外にも改札外無料乗換を設定する場合がある。

##### バス
メトロカードを利用するバスの乗客は、同じ系統同士および以下の場合での乗り継ぎは不可能である。
- マンハッタン区
  - M1・M2・M3・M4の各系統：北行マディソン・アベニュー停留所と南行5番街停留所間の乗り継ぎ。
  - M31・M57の各系統：57番街停留所での東行と西行の乗り継ぎ。
  - M96・M106の各系統：96丁目停留所での東行と西行の乗り継ぎ（同方向のバスへ乗り継ぐ場合も別料金となる）。
  - M101・M102・M103の各系統：北行3番街停留所と南行レキシントン・アベニュー停留所間の乗り継ぎ。
- ブロンクス区
  - Bx1・Bx2の各系統：グランド・コンコース停留所での南行と北行の乗り継ぎ。
  - Bx40・Bx42の各系統：トレモント・アベニュー停留所での東行と西行の乗り継ぎ。
- ナッソー郡
  - 最初に乗車したバスと接続しないバスへの乗り継ぎ[14]。
- 急行バス
  - BxM4C系統への乗り継ぎ[5]。
  - マンハッタン区方面行きQ1・Q5・Q6の各系統からクイーンズ区方面行きQ1・Q5・Q6の各系統への乗り継ぎ。

##### 地下鉄 - バス間
基本的にメトロカードを使用する必要があるが、以下の場合は現金が使用できる。
- B42系統に乗車しBMTカナーシー線カナーシー-ロッカウェイ・パークウェイ駅より地下鉄に乗車する場合（改札内にバスロータリーがあるため）。これはバスから地下鉄への片乗り継ぎである。

## 料金の変遷
以下には市営地下鉄および市営バスの乗車料金の変遷を解説する。MTAの調査によると、利用者全体の2.1%は1回乗車券を使用している。

### 地下鉄・各停バス
- $0.05 (1904年[38] – 1948年7月1日[38])
- $0.10 (1948年7月1日[38] – 1953年7月1日[39])
  - バス料金: 1948年から1950年まで$0.07[38]、それ以降1953年までは$0.10
- $0.15 (1953年7月2日[39] – 1966年7月5日[40])
  - バス料金: 1954年から1955年まで$0.13（5番街の路線は$0.15）、1956年から1966年まで$0.15
- $0.20 (1966年7月5日[40] – 1970年1月3日[41])
- $0.30 (1970年1月4日[41] – 1971年12月31日[42])
- $0.35 (1972年1月1日[42] – 1975年8月31日[43] 、MSBAとロングアイランドバスは1973年より)[44]

1973年12月には日曜限定で地下鉄やバスなどで往復乗車時にも片道の乗車料金で利用できる制度を開始した。これは1975年初めまで続いた。
- $0.50 (1975年9月[43] – 1980年6月27日[47])
- $0.60 (1980年6月28日[47] – 1981年7月2日[48])
- $0.75 (1981年7月3日[48] – 1984年1月1日[49])
- $0.90 (1984年1月2日[49] – 1985年12月31日[50])
- $1.00 (1986年1月1日[50] – 1989年12月31日[51])
- $1.15 (1990年1月1日[51] – 1991年12月31日[52])
- $1.25 (1992年1月1日[52] – 1995年11月11日[53])
- $1.50 (1995年11月12日[53] – 2003年5月3日[54][55])
- $2.00 (2003年5月4日[54][55] – 2009年6月27日[56])
- $2.25 (2009年6月28日[56] – 2010年12月29日[57])
- $2.25 (2010年12月30日[57] – 2013年3月2日[58])
  - $2.50 1回乗車券[57]
- $2.50 (2013年3月3日[58] – 2015年3月21日[59][60])
  - $2.75 1回乗車券[58]
- $2.75 (2015年3月22日 – 現在)[59][60]
  - $3.00 1回乗車券[59][60]

### 急行バス
- $1.50 (1975年 - 1980年6月27日)[47]
- $2.00 (1980年6月28日 - 不明)[47]
- $3.00 (不明 - 1985年12月31日)
- $3.50 (1986年1月1日 – 1989年12月31日)
- $4.00 (1990年1月1日 – 1998年2月28日)
- $3.00 (1998年3月1日 – 2003年5月3日)[61]
- $4.00 (2003年5月4日 – 2005年2月26日)[55]
- $5.00 (2005年2月27日 – 2010年12月29日)[62]
- $5.50 (2010年12月30日 – 2013年3月2日)[57]
- $6.00 (2013年3月3日 – 2015年3月21日)[58]
- $6.50 (2015年3月22日 – 2019年4月20日)[59][60]
- $6.75 (2019年4月21日 - 現在)[63]
  - これ以降急行バスはメトロカードのみ使用できる。

## 乗車券の変遷

### トークン

歴代のトークン

1904年のIRT地下鉄の発足から1948年の完全市営化（前身のBMTおよびIND地下鉄サービスを含む）まで、地下鉄の料金は5セント（1904年の$ 0.05は2018年時点の$ 1.39と同等で、1948年の$ 0.05は2018年時点の$ 0.52と同等）。 1948年7月1日、運賃は10セント（2018年時点の$ 1.04と同等）に引き上げられ、それ以来何度か値上げを行なっている。ニューヨークシティ・トランジット・オーソリティが1953年7月に発足したとき、運賃は15セント（2018年時点の$ 1.40と同等）に引き上げられ、トークンの発行を開始した。
トークンは、料金の変更に応じて定期的に変更された。最初のトークンの変更は、料金が30セントに引き上げられた1970年に発生した。トークンは料金が変わるたびに変更されるわけではなく、1972年に料金が30セントから35セントに値上げされたとき、MTAは既存のトークンのまま料金を引き上げた（トークンのサイズ変更は考慮されていた）。1980年の料金値上げにより、運賃は50セントから60セントになり、トークンはより小さくなった。
1979年の地下鉄75周年記念（ダイヤモンドジュビリーとも）には、中心から外れた小さなダイヤモンドの切り欠きと1904年の地下鉄の車両とキオスクの画像が刻まれた特別なトークンが発行された。多くは記念品として購入され、乗車には使用されなかった。また、1980年・1986年・1995年にもトークンが変更された。1995年に販売を開始したトークンは、中央に穴があり、「ファイヴ・ボロー・トークン」と呼ばれていた。
しかし、トークンには問題点があった。改札のトークンスロットに紙を詰め込んで、料金の支払いを回避する不正乗車は多く見られた。乗客は、改札口にトークンを挿入し、ゲートを開けなかったこともあり、この際は別のゲートで入るには新たにトークンが必要だった。その後、泥棒は詰まったスロットからトークンを引き抜くようになる。警察官に取り締まられない限り、これは何度も繰り返すことができた。 一部の係員は、この問題を防ぐために、スロットにチリパウダーを振りかけてまでいた。トークンの引き抜きは、盗難、システムの改ざん、および犯罪によるいたずらを目的としていた。
1980年代初頭に利用客がコネチカット・ターンパイクの料金所で使用するために購入したトークンがニューヨーク市の地下鉄トークンと同じサイズと重量であることを発見したとき、トークンの問題はさらに悪化した。1枚あたりの料金は3分の1未満なので、地下鉄の回収ボックスにも現れ始めた。コネチカット州当局は当初、トークンのサイズを変更することに同意していたが、1985年にこのターンパイクを無料開放した。また、MTAは3年間で収集した200万枚以上のトークンに対して17.5セントの差額を徴収することになった。
2003年4月13日を以ってトークンの販売は終了し、メトロカードへ置き替えられた。発売終了と同時に、1回の乗車料金は $2 に値上がりしている（2023年時点の$3.31と同等）。

### メトロカード
メトロカードは1992年10月30日よりそれに対応した券売機の設置が開始、1993年6月1日にはキュービック・トランスポート・システムズ (Cubic Transportation Systems) のシステムを使用して地下鉄・バスで使用を開始した。その後、1994年1月6日よりメトロカードに対応した新型改札機の導入を開始した。バスに関しても1995年末よりシステムが導入された。1997年7月4日より地下鉄 - バス間の無料乗換が開始され、同月14日に設備の導入を完了した。
デザインは1997年以前は青地に黄文字だったが、以後は金地に青文字となっている。
現行の自動券売機は1999年1月25日、2駅に設置されたのを皮切りに、1999年末までに74駅347台の券売機を設置した。2003年4月13日にトークンは販売を終了、同年5月3日をもってバス以外での利用を終了した。
2006年初頭より、メトロカードの代替に向けた新型のカードについて検討が開始された。この時はMasterCardと共同でRFID式カードの実証実験を行っていた。この実験は2006年12月に終了予定だったが、好評のために2007年内まで実施されていた。このプロジェクトの結果に基づき、2010年6月1日から同年11月30日まで別の実証実験を実施した。最初の2ヶ月間はMasterCardのクレジットまたはデビットカードを所持する利用者を、その後はVISA PayWaveのクレジットまたはデビットカードを所持する利用者をそれぞれ対象としていた。2010年の実証実験期間は、いずれも地下鉄とバスを対象としていた。

### OMNY
2017年10月23日に導入が発表されたメトロカードの後継に当たるシステム。メトロカードに引き続き、キュービック社が開発したシステムを使用する。専用カードの他、キャッシュカードかモバイル端末を使用する。
2019年2月よりMTA社員向けに供用を開始し、マンハッタン・ブルックリンにある地下鉄16駅に導入された。同年5月31日より社員向けに供用していた地下鉄16駅とスタテンアイランドで運行するバスで一般向けに供用を開始した。2019年7月現在、1回乗車用としてキャッシュカードとモバイル端末による実証実験が行われている。
また、従来のメトロカードは2023年以降まで残される予定である。

## 不正乗車

### 改札機
市営地下鉄の改札機はハーフハイトタイプの入出場兼用改札機（SET）、フルハイトタイプの入出場兼用改札機（HEET）、同出場専用改札機（HXT）、非常用出場改札機（EXG）、車椅子利用者用改札機（AFAS）が存在し、一部では有人改札（AOG）が設けられている。また、非常用出場改札機は州の条例によって各駅1箇所以上設けなければならないことになっている。 
しかし、非常用出場改札機の鍵は駅員詰所で遠隔操作するか、従業員が操作することで解錠するようになっており、2005年にロンドン地下鉄で発生したテロ事件の後にこのシステムが問題となり、すべての非常用出場改札機を改札内から開けられるように改良された。しかし、非常時以外で利用客が使用することが増えたため、従来鳴動していた警報音は2015年1月内に使用されなくなった。
また、市営地下鉄では44インチ (110 cm) 以下の小児は無料（保護者による同伴がない場合を除く）となっており、この際は料金を支払う利用客と一緒に通過する必要がある。また、自転車やベビーカーを持っている場合は自動改札機が使用できない。

### 歴史
1970年代のニューヨーク市の交通機関は、地下鉄の利用客が激減し、高速バスが急増し、さらには地下鉄を運営する交通局の経営を悪化させた。脱線、火災、故障、暴行などといった犯罪行為が多発した。列車や駅は落書きが多くなり、乗客は地下鉄の乗車を躊躇うことも多かった。1978年から1990年まではJFKエクスプレスが運転された際には追加運賃の徴収や客室乗務員が乗務するなどの対策が行われていた。
局は1981年より地下鉄全体の修復工事を開始した。落書きの除去や不正乗車防止策を徹底し、落書きに関しては1989年の時点でなくなっていた。不正乗車に関しても、1989年時点で利用客全体の3.9%だったところを、1990年の値上げと同時に6.9%（1日あたり23万1,937人）に増加。1991年まで同様の状況が続いていたが、覆面警察官の配備、週5時間にわたって測量を行うなどで1994年に不正利用客は約2.7%まで減少した。
また、1994年には自動的に料金を徴収するシステム（AFC）を導入したほか、無人改札にはフルハイトタイプの改札機（HEET）を整備して不正乗車への対策とした。
2018年12月、MTAは1970年代中は約4%の地下鉄利用者と約16%のバス利用者が無賃乗車していたと発表した。これは1日当たり約20万8000人の地下鉄利用者と約38万4000人のバス利用者が無賃乗車していたということになる。また、さらなる不正乗車対策を検討しているとも発表された。

### 駅員詰所
MTAは1997年にメトロカード自動券売機（MVM）が完全に導入されて以来、駅員を削減しようとしていた。現在、トークンの販売を主な担当としていた係員がMetroCardを販売している。ただし、AFCは駅員詰所のキューを排除したため、必要な事務員は少なくなった。乗客は現在、切断された乗車券類、譲許的運賃、または移動経路などの案内が必要な場合についてのみ駅員を利用している。駅員は、AFCメンテナンスのためのクロストレーニングを受けていなかった。その機能は、改札口の保守担当者に割り当てられた。MTAは、各駅に1つの終日営業改札を必要とし、主要な（または両方の）方向のみに配置された。一部の窓口は、MVMで十分だと感じたため、完全に撤去された。
駅の人員削減計画は不正乗車の可能性が高まり、結果としてより一般的な犯罪につながると考える人もいる。元のFATF（1988〜1997）は2009年に再招集され、MTAとニューヨーク市警察（NYPD）の交通局の間で傾向を見直し、緩和戦略を調整した。問題をさらに混乱させたのは、駅員自身が歴史的に通常の任務において回避回数を提供したことだった。
代理人を排除する決定は、乗馬した公職者と選出された公務員の両方で論争の的となった。代表者は有権者の仕事を懸念していたが、乗客は犯罪への感受性を懸念していた。
2004年の案では、詰所の形態を変更し、駅利用者アシスタント（SCAs）が配置した「キオスク」（51）と呼ばれる時間帯営業の入口に配置した。SCAは愛称で「ブルゴーニュジャケット」と呼ばれ、フェアカードを販売しない。代わりに、精算機の使用方法など、顧客の問題の解決にあたることとした。
駅員の配置に関して、21丁目駅での2005年の性的暴行に関する訴訟などで異議が唱えられた。しかし、この駅員は2010年にブロードウェイ線カテドラル・パークウェイ-110丁目駅で救われた。
2009年の財政危機により、より多くの人員削減が必要となり、各乗換駅で終日営業の改札口は1箇所に減少された。2010年に財政状況がさらに悪化した場合、人員削減プログラムは一時解雇に変更されることとなっていた。

### 対策

#### 構成
調査により、不正乗車率は改札機が解錠の状態で1.5％であり、施錠されたときはわずか0.8％であることが判明した。これによって、改札機を施錠したままにしておくと、改札機関連の不正乗車が半分になる可能性があると言われた。この発見に続いて、MTAは、改札機を施錠したままにすることの重要性と収益への影響について、駅員に再指示した。この変更後、不正の可能性がある入場は1.5％から0.4％に減少した。
当初、運賃管理ハードウェアと駅員の存在は回避に影響を与えると考えられていた。一般的に監視されていない環境である無人のHEET（非常口付き）は、横行する回避を招く可能性がある。ただし、警察による調査では、これらの場所の無賃乗車（0.9％）は、駅員のいる場所（1.0％）と同様であることが判明した。少なくともニューヨークでは、駅員は不正乗車を阻止していない点がうかがえる。監視されていないHEETは、駅員のいる場所（1.0％）と同様の回転式改札口の回避（1.2％）を示した。監視されていない出口のみの場所では、ゲート回避が他の場所よりも低い結果となっている（0.6％）。出口専用ゲートは、列車が到着し、乗客が改札内から出場の際のみ使用される。回避者は、入口から回避する方が時間効率が良いとする場合がある。

#### 身長に関する問題
乗客は駅に掲示された、どれくらいの身長で支払いを開始しなければならないかを決定するガイドラインに気付いていない可能性がある。

#### 損壊行為
MVMの破壊行為は、収益の損失と修理費用の両方でMTAに負担となっている。MTAは、MVM破壊行為の記録をNYPDに提供している。これは、見えにくい位置にデジタルビデオカメラを装備、運賃乱用リングに対する証拠を収集し、主犯人を特定するというものである。これらの「プロの犯罪者」は非常に機動性が高く、MVMの破壊行為パターンを監視し、破壊行為率が最も高い駅を優先するために戦略的かつ断固とした法執行活動を必要とする。
過去数年、サービスの盗難犯罪は却下されることが多かったが、マンハッタン地方検事局およびミッドタウン地域裁判所と協力することにより、FATFは再犯者に対する刑罰のエスカレートを達成した。調整された努力の結果、5つの盗難者集団が解散され、1年以上の刑が科された。天候や特別なイベントなどの理由により、ニューヨークの交通網で800万人の利用者が日常的に使用するのに比べ、盗難者でさえ運賃を「売る」ことはほとんどないため、運賃乱用操作の停止による影響を測定することは困難である。

#### 法的枠組と執行
最も重要な対策は、不正に対処するための包括的かつ機能的な法的枠組みであることはほぼ間違いないとされる。MTA の行動規則 (62) は、1980 年代以降、逃亡を禁止しており、主に他の犯罪 (暴行、落書き) を行う可能性のある人物を逮捕するために規則が確立されている。交通停止などの適切な法的枠組みがあれば、未解決の令状で指名手配されている犯罪者を特定して逮捕するのに、不正乗車の抜き打ち検査などが効果的である。
不正乗車防止として、MTA運賃検査官は、輸送警察によって最初に開発された巨波による戦略を引き続き使用し続けている。更新された執行の利益はいくつかの症例をもたらした。有効なパスを持つスイス観光客は、回転式改札をぶつけるために発券した。運賃を回避していなくても、1人の乗客が緊急門を通って出るために逮捕された。

#### 監視
ビデオ録画機器は、不正乗車を含む犯罪行為を阻止するのに役立っている。これは現代のアジアおよびヨーロッパの輸送機関でも広く導入されている。
他の米国の機関と同様に、ニューヨーク市地下鉄は主要な駅にテロ対策カメラ (PID) を設置した。PIDは想定される内のあらゆる角度からの運賃管理を忠実度の高いビデオでカバーし、テロ容疑者を明確に識別する。また、不正利用者を含む乗客の出入りの鮮明な画像を生成可能である。
パストレイン（および一部のニューヨーク市の地下鉄駅）では、秘密の警察の監視のために、半銀色のガラスまたは監視ポータルを備えた隠し部屋が設置される。加害者は、違法行為が発生したときに密室から突然現れた警察に逮捕される。

#### 罰金
MTAは不正利用による罰金は上限60ドルだったが、セレクト・バス・サービス導入に伴い2008年に上限100ドルに変更した。